# Fluornatrocoulsellita
La fluornatrocoulsellita és un mineral de la classe dels halurs que pertany al grup de la coulsellita. Va ser originalment anomenada coulsellita en honor de Ruth Elise Coulsell (1912-2000), membre de la fundació i membre honorari vitalici de la Mineralogical Society de Victoria. Va ser rebatejada al nom actual l'any 2017 segons la convenció per la denominació del supergrup dels piroclors.

## Característiques
La fluornatrocoulsellita és un fluorur de fórmula química CaNa₃AlMg₃F14. Va ser aprovada com a espècie vàlida per l'Associació Mineralògica Internacional l'any 2009. Cristal·litza en el sistema trigonal.

## Formació i jaciments
Va ser descoberta en forma de cristalls pseudo-octaèdrics de fins a 2 mm de diàmetre, en un dipòsit d'estany-coure de la mina Mt Cleveland, a localitat de Luina, dins el districte de Heazlewood (Tasmània, Austràlia). També ha estat descrita al mont Vesuvi, a Itàlia, i al dipòsit de tal·li i niobi de Katugin, a Rússia. Aquests tres indrets són els únics de tot el planeta on ha estat descrita aquesta espècie mineral.